# ByKolles Racing
ByKolles Racing, conocido anteriormente como Kodewa GmbH & Co. KG, es un equipo de  automovilismo austriaco con sede en Greding, Alemania. Fue fundada en el 2000 por Romulus Kolles y su hijo Colin Kolles como Kolles Racing.

## Historia
La compañía participó inicialmente en el Campeonato de Alemania de Fórmula 3 antes de pasar a la Fórmula 3 Euroseries de 2003 a 2005. Colin Kolles dejó el equipo para convertirse en director del equipo Jordan Grand Prix Formula One al comienzo de la temporada 2005, cargo que ocupó en los subsecuentes, Midland F1 Racing, Spyker F1 Team y Force India Formula One Team hasta 2009. Con su hijo lejos, Romulus Colles trasladó al equipo al Deutsche Tourenwagen Masters con Audi bajo el patrocinio de Futurecom TME. El equipo de Kolles cambió su interés por las carreras de sport prototipos al participar en la Le Mans Series y más adelante en la Intercontinental Le Mans Cup, nuevamente con prototipos Audi carrera cliente. Kolles regresó a la Fórmula 1 para dirigir el equipo HRT Formula 1 Team en 2010, con el taller de Kodewa en Greding sirviendo como base de operaciones para el nuevo equipo antes de que los nuevos propietarios de HRT decidieran despedir a Kolles del equipo y trasladar sus operaciones a España en 2012.
Kodewa participó en el Campeonato Mundial de Resistencia de la FIA de 2013 con el respaldo de Lotus Cars bajo el título Lotus LMP2. En 2014, perdieron el respaldo de Lotus y cambiaron su nombre a ByKolles Racing con un nuevo prototipo LMP1, el CLM P1/01.
El 2 de febrero de 2017, Robert Kubica estaba confirmado para correr con el ENSO CLM P1/01 del equipo en la temporada 2017 del WEC. El 11 de abril, Kubica anunció el final de su relación con el equipo sin dar las razones de ello, con los medios exponiendo que los problemas de fiabilidad y falta de competitividad del equipo mostrados en el prólogo fueron las razones de la ruptura.
El exjefe de Caterham F1 Team, Manfredi Ravetto, se unió al equipo ByKolles a partir de 2018.
En diciembre de 2018 se hicieron oficial los planes del ByKolles Racing de construir un vehículo para participar en la nueva categoría Le Mans Hypercar que empezaría a partir de la temporada 2020-21 del Campeonato Mundial de Resistencia de la FIA.
En julio de 2019, el ByKolles Racing anunció que haría un programa parcial en la temporada 2019-20 del Campeonato Mundial de Resistencia de la FIA debido a que centraria casi todos sus esfuerzos en la creación de su Hypercar.
El 11 de enero de 2023, se anunció la lista de inscritos para la temporada 2023 del Campeonato Mundial de Resistencia de la FIA, en la cual Bykolles figura presente y competirá bajo el nombre de Floyd Vanwall Racing Team. El hypercar llevará el dorsal número 4 como referencia al logo de ByKolles, y contará con Jacques Villeneuve, Esteban Guerrieri y Tom Dillmann como pilotos.
El 27 de noviembre, se anunció la lista de inscritos de 2024. Vanwall fue rechazado, por tercera vez en 3 años. Al ser preguntados en la FIA, no quisieron decir nada al respecto, pero declararon su admiración por el esfuerzo de todo el equipo ByKolles desde que está en el WEC. 
Las primeras especulaciones sobre su rechazo, aparte del bajo ritmo y discretos resultados de la temporada pasada, fue el lleno de plazas en la categoría hypercar tras el anuncio del primer Ferrari privado.
Horas después de la salida de la lista, Colin Kolles expresaba su desilusión a sportscar365, alegando que en 2024 tendrían un paquete competitivo con evoluciones en el coche. También se oficializaba el acuerdo con Pipo Moteurs, para usar el mismo 3.5 V8 Twin Turbo que lleva el Glickenhaus. 
De cara al 2024, se rumorea una posible wildcard de Vanwall en Spa y Le Mans, que todavía está en duda por los espacios disponibles en la carrera francesa. Además, el coche tendría que pasar de nuevo la homologación.
Mientras tanto, ByKolles y Vanwall se centrarán en la producción de sus 2 modelos de calle.

## Resultados

### Campeonato de Alemania de Fórmula 3
| Año  | Equipo                 | Vehículo | Motor       | Piloto                 | Carrera | Puntos | Pos. |
| ---- | ---------------------- | -------- | ----------- | ---------------------- | ------- | ------ | ---- |
| 2000 | AIL Team Kolles Racing | F300     | Mugen-Honda | Elran Nijenhuis        | 14      | 18     | 18.º |
| 2000 | AIL Team Kolles Racing | F300     | Mugen-Honda | Andreas Feichtner      | 4       | 4      | 24.º |
| 2000 | AIL Team Kolles Racing | F300     | Mugen-Honda | Peter Sundberg         | 10      | 4      | 25.º |
| 2000 | AIL Team Kolles Racing | F300     | Mugen-Honda | Marc Hynes             | 2       | 0      | NC   |
| 2001 | Team Kolles Racing     | F300     | Mugen-Honda | Pierre Kaffer          | 20      | 156    | 4.º  |
| 2001 | Team Kolles Racing     | F300     | Mugen-Honda | Kimmo Liimatainen      | 20      | 25     | 16.º |
| 2002 | Team Kolles Racing     | F302     | Mugen-Honda | João Paulo de Oliveira | 14      | 16     | 12.º |
| 2002 | Team Kolles Racing     | F302     | Mugen-Honda | Charles Zwolsman Jr.   | 10      | 8      | 15.º |
| 2002 | Team Kolles Racing     | F302     | Mugen-Honda | Ross Zwolsman          | 10      | 0      | 21.º |
| 2002 | Team Kolles Racing     | F302     | Mugen-Honda | Sakon Yamamoto         | 6       | 0      | 22.º |
| 2002 | Team Kolles Racing     | F399     | Mugen-Honda | Stefano Proetto        | 14      | 0      | 30.º |

### Fórmula 3 Euroseries
| Año  | Equipo               | Vehículo | Motor      | Piloto               | Carreras | Puntos | Pos. |
| ---- | -------------------- | -------- | ---------- | -------------------- | -------- | ------ | ---- |
| 2003 | Kolles               | F303     | Mercedes   | Charles Zwolsman Jr. | 20       | 7      | 19.º |
| 2003 | Kolles               | F302     | Mercedes   | Jamie Green          | 6        | 6      | 20.º |
| 2003 | Kolles               | F302     | Mercedes   | Jan Heylen           | 14       | 0      | 28.º |
| 2004 | Team Kolles          | F303     | Mercedes   | Adrian Sutil         | 18       | 9      | 17.º |
| 2004 | Team Kolles          | F303     | Mercedes   | Maximilian Götz      | 2        | 3      | 19.º |
| 2004 | Team Kolles          | F302     | Mercedes   | Tom Kimber-Smith     | 20       | 2      | 20.º |
| 2009 | Kolles & Heinz Union | F309     | Volkswagen | Robert Wickens       | 4        | 0      | 22.º |
| 2009 | Kolles & Heinz Union | F309     | Volkswagen | Johan Jokinen        | 18       | 0      | 24.º |
| 2009 | Kolles & Heinz Union | F309     | Volkswagen | Nick Tandy           | 16       | 0      | 28.º |
| 2009 | Kolles & Heinz Union | F309     | Volkswagen | Carlo van Dam        | 4        | 0      | 31.º |
| 2009 | Kolles & Heinz Union | F309     | Volkswagen | Edoardo Mortara      | 2        | 0      | NC   |

### Deutsche Tourenwagen Masters
| Año  | Equipo           | Vehículo         | Piloto             | Carreras | Puntos | Pos. |
| ---- | ---------------- | ---------------- | ------------------ | -------- | ------ | ---- |
| 2006 | Futurecom TME    | Audi A4 DTM 2004 | Vanina Ickx        | 10       | 0      | 19.º |
| 2006 | Futurecom TME    | Audi A4 DTM 2004 | Jeroen Bleekemolen | 2        | 0      | 20.º |
| 2006 | Futurecom TME    | Audi A4 DTM 2004 | Olivier Tielemans  | 3        | 0      | 21.º |
| 2006 | Futurecom TME    | Audi A4 DTM 2004 | Thed Björk         | 2        | 0      | 22.º |
| 2006 | Futurecom TME    | Audi A4 DTM 2004 | Nicolas Kiesa      | 3        | 0      | 23.º |
| 2007 | Futurecom TME    | Audi A4 DTM 2005 | Adam Carroll       | 5        | 0      | 18.º |
| 2007 | Futurecom TME    | Audi A4 DTM 2005 | Markus Winkelhock  | 5        | 0      | 19.º |
| 2007 | Futurecom TME    | Audi A4 DTM 2005 | Vanina Ickx        | 10       | 0      | 21.º |
| 2008 | Futurecom TME    | Audi A4 DTM 2006 | Christijan Albers  | 11       | 0      | 19.º |
| 2008 | Futurecom TME    | Audi A4 DTM 2006 | Katherine Legge    | 11       | 0      | 21.º |
| 2009 | Kolles Futurecom | Audi A4 DTM 2007 | Tomáš Kostka       | 10       | 0      | 17.º |
| 2009 | Kolles Futurecom | Audi A4 DTM 2007 | Christian Bakkerud | 9        | 0      | 19.º |
| 2009 | Kolles Futurecom | Audi A4 DTM 2007 | Johannes Seidlitz  | 8        | 0      | 20.º |

### Le Mans Series
| Año  | Equipo | Vehículo     | Motor                             | Piloto               | Carreras | Puntos | Pos. |
| ---- | ------ | ------------ | --------------------------------- | -------------------- | -------- | ------ | ---- |
| 2009 | Kolles | Audi R10 TDI | Audi TDI 5.5 L Turbo V12 (Diesel) | Charles Zwolsman Jr. | 5        | 12     | 7.º  |
| 2009 | Kolles | Audi R10 TDI | Audi TDI 5.5 L Turbo V12 (Diesel) | Andrew Meyrick       | 5        | 12     | 7.º  |
| 2009 | Kolles | Audi R10 TDI | Audi TDI 5.5 L Turbo V12 (Diesel) | Narain Karthikeyan   | 4        | 12     | 7.º  |
| 2009 | Kolles | Audi R10 TDI | Audi TDI 5.5 L Turbo V12 (Diesel) | Michael Krumm        | 1        | 12     | 7.º  |
| 2009 | Kolles | Audi R10 TDI | Audi TDI 5.5 L Turbo V12 (Diesel) | Christijan Albers    | 5        | 6      | 10.º |
| 2009 | Kolles | Audi R10 TDI | Audi TDI 5.5 L Turbo V12 (Diesel) | Christian Bakkerud   | 5        | 6      | 10.º |
| 2009 | Kolles | Audi R10 TDI | Audi TDI 5.5 L Turbo V12 (Diesel) | Giorgio Mondini      | 3        | 6      | 10.º |

### 24 Horas de Le Mans
| Año  | Equipo                    | N.º                | Pilotos              | Vehículo               | Clasificación | Carrera | Vueltas |
| ---- | ------------------------- | ------------------ | -------------------- | ---------------------- | ------------- | ------- | ------- |
| 2009 | Kolles                    | 14                 | Narain Karthikeyan   | Audi R10 TDI           | 14.º          | 7.º     | 369     |
| 2009 | Kolles                    | 14                 | Charles Zwolsman Jr. | Audi R10 TDI           | 14.º          | 7.º     | 369     |
| 2009 | Kolles                    | 14                 | André Lotterer       | Audi R10 TDI           | 14.º          | 7.º     | 369     |
| 2009 | Kolles                    | 15                 |                      |                        |               |         |         |
| 2009 | Kolles                    | Christian Bakkerud | Audi R10 TDI         | 13.º                   | 9.º           | 360     |         |
| 2009 | Kolles                    | Christijan Albers  | Audi R10 TDI         | 13.º                   | 9.º           | 360     |         |
| 2009 | Kolles                    | Giorgio Mondini    | Audi R10 TDI         | 13.º                   | 9.º           | 360     |         |
| 2010 | Kolles                    | 14                 | Scott Tucker         | Audi R10 TDI           | 12.º          | DNF     | 182     |
| 2010 | Kolles                    | 14                 | Manuel Rodrigues     | Audi R10 TDI           | 12.º          | DNF     | 182     |
| 2010 | Kolles                    | 14                 | Christophe Bouchut   | Audi R10 TDI           | 12.º          | DNF     | 182     |
| 2010 | Kolles                    | 15                 |                      |                        |               |         |         |
| 2010 | Kolles                    | Christian Bakkerud | Audi R10 TDI         | 13.º                   | DNF           | 331     |         |
| 2010 | Kolles                    | Christijan Albers  | Audi R10 TDI         | 13.º                   | DNF           | 331     |         |
| 2010 | Kolles                    | Oliver Jarvis      | Audi R10 TDI         | 13.º                   | DNF           | 331     |         |
| 2012 | Lotus                     | 31                 | Thomas Holzer        | Lola B12/80            | 31.º          | DNF     | 155     |
| 2012 | Lotus                     | 31                 | Mirco Schultis       | Lola B12/80            | 31.º          | DNF     | 155     |
| 2012 | Lotus                     | 31                 | Luca Moro            | Lola B12/80            | 31.º          | DNF     | 155     |
| 2013 | Lotus                     | 31                 | Kevin Weeda          | Lotus T128             | 24.º          | DNF     | 17      |
| 2013 | Lotus                     | 31                 | James Rossiter       | Lotus T128             | 24.º          | DNF     | 17      |
| 2013 | Lotus                     | 31                 | Christophe Bouchut   | Lotus T128             | 24.º          | DNF     | 17      |
| 2013 | Lotus                     | 32                 |                      |                        |               |         |         |
| 2013 | Lotus                     | Thomas Holzer      | Lotus T128           | 23.º                   | DNF           | 219     |         |
| 2013 | Lotus                     | Dominik Kraihamer  | Lotus T128           | 23.º                   | DNF           | 219     |         |
| 2013 | Lotus                     | Jan Charouz        | Lotus T128           | 23.º                   | DNF           | 219     |         |
| 2015 | Team ByKolles             | 4                  | Simon Trummer        | CLM P1/01              | 11.º          | DSQ     | 260     |
| 2015 | Team ByKolles             | 4                  | Pierre Kaffer        | CLM P1/01              | 11.º          | DSQ     | 260     |
| 2015 | Team ByKolles             | 4                  | Tiago Monteiro       | CLM P1/01              | 11.º          | DSQ     | 260     |
| 2016 | ByKolles Racing Team      | 4                  | Simon Trummer        | CLM P1/01              | 9.º           | DNF     | 206     |
| 2016 | ByKolles Racing Team      | 4                  | Pierre Kaffer        | CLM P1/01              | 9.º           | DNF     | 206     |
| 2016 | ByKolles Racing Team      | 4                  | Oliver Webb          | CLM P1/01              | 9.º           | DNF     | 206     |
| 2017 | ByKolles Racing Team      | 4                  | Dominik Kraihamer    | ENSO CLM P1/01         | 6.º           | DNF     | 7       |
| 2017 | ByKolles Racing Team      | 4                  | Oliver Webb          | ENSO CLM P1/01         | 6.º           | DNF     | 7       |
| 2017 | ByKolles Racing Team      | 4                  | Marco Bonanomi       | ENSO CLM P1/01         | 6.º           | DNF     | 7       |
| 2018 | ByKolles Racing Team      | 4                  | Oliver Webb          | ENSO CLM P1/01         | 8.º           | DNF     | 65      |
| 2018 | ByKolles Racing Team      | 4                  | Tom Dillmann         | ENSO CLM P1/01         | 8.º           | DNF     | 65      |
| 2018 | ByKolles Racing Team      | 4                  | Dominik Kraihamer    | ENSO CLM P1/01         | 8.º           | DNF     | 65      |
| 2019 | ByKolles Racing Team      | 4                  | Tom Dillmann         | ENSO CLM P1/01         | 8.º           | DNF     | 163     |
| 2019 | ByKolles Racing Team      | 4                  | Oliver Webb          | ENSO CLM P1/01         | 8.º           | DNF     | 163     |
| 2019 | ByKolles Racing Team      | 4                  | Paolo Ruberti        | ENSO CLM P1/01         | 8.º           | DNF     | 163     |
| 2020 | ByKolles Racing Team      | 4                  | Tom Dillmann         | ENSO CLM P1/01         | 5.º           | DNF     | 97      |
| 2020 | ByKolles Racing Team      | 4                  | Oliver Webb          | ENSO CLM P1/01         | 5.º           | DNF     | 97      |
| 2020 | ByKolles Racing Team      | 4                  | Bruno Spengler       | ENSO CLM P1/01         | 5.º           | DNF     | 97      |
| 2023 | Floyd Vanwall Racing Team | 4                  | Tom Dillmann         | Vanwall Vandervell 680 | 15.º          | DNF     | 165     |
| 2023 | Floyd Vanwall Racing Team | 4                  | Esteban Guerrieri    | Vanwall Vandervell 680 | 15.º          | DNF     | 165     |
| 2023 | Floyd Vanwall Racing Team | 4                  | Tristan Vautier      | Vanwall Vandervell 680 | 15.º          | DNF     | 165     |